# Iacopo Venier
Iacopo Venier (Trieste, 24 maggio 1966) è un politico italiano.

## Biografia
Sposato, con due figli, si è laureato con 110 e lode in Storia contemporanea discutendo una tesi sulla nascita del movimento ambientalista in Italia. È giornalista professionista.
Già militante del Partito Comunista Italiano e dirigente della FGCI, aderisce poi al Partito della Rifondazione Comunista diventando vice-segretario provinciale triestino già dal primo congresso del 1991 e poi segretario provinciale di Trieste dal 1996. Dall'aprile 1994 al dicembre 1999 è consigliere comunale a Trieste; nel 1997 è stato anche candidato sindaco della città giuliana per il PRC, ottenendo il 5,91% dei voti.
Durante la crisi politica dell'autunno 1998, che determina la caduta del primo Governo Prodi, è tra quanti, all'interno di Rifondazione, si oppongono alla rottura con il centrosinistra. Il 7 ottobre, durante l'assemblea convocata dai dirigenti dissidenti presso il Palazzo delle Esposizioni di Roma, si incarica di leggere l'appello a favore del proseguimento dell'esperienza governativa sulla base del quale viene poi fondato il Partito dei Comunisti Italiani. Diventa subito membro della segreteria nazionale del neonato PdCI. Sino al 2000 è responsabile Enti Locali del partito. Successivamente sino all'aprile 2009 dirige il dipartimento Esteri.
Eletto deputato alle elezioni politiche del 2006 nella Circoscrizione Liguria, ricopre il ruolo di segretario della Commissione Affari Esteri e Comunitari della Camera.
Candidato nelle liste della Sinistra Arcobaleno in quota PdCI alle successive elezioni politiche del 2008, non viene rieletto in Parlamento per il mancato superamento dello sbarramento.
Nell'ottobre 2008 fonda PdCITV, una delle prime webtv di partito in Italia, di cui è direttore sino all'aprile 2010. Dal settembre 2009 al maggio 2010 è responsabile della comunicazione del PdCI.
Dal 1º maggio 2010 è direttore della nuova socialwebtv Libera.tv.